# Im Staub der Sterne
Im Staub der Sterne ist ein Science-Fiction-Film, den die Künstlerische Arbeitsgruppe futurum der DEFA unter der Regie von Gottfried Kolditz produzierte. Der Film hatte offiziell während der XV. Sommerfilmtage der DDR am 1. Juli 1976 Premiere.

## Handlung
Das vom Planeten Cynro nach einem empfangenen Notruf entsandte Raumschiff Cynro 19/4 erreicht den Planeten TEM 4, findet dort aber keine Notsituation vor. Die herrschende Klasse des Planeten wird von einer „Chef“ genannten Person sowie einer ihm unterstellten Gruppe repräsentiert. Befehlsausführender ist "Ronk", der zugleich die sogenannte Überwachungszentrale verantwortet. Im Auftrags des "Chefs" will er die Cynro-Besucher zur alsbaldigen Rückkehr bewegen.  
Nachdem das Team der Cynro bereits einen von ihm versuchten Absturz während des Landemanövers abwehren konnte, sehen sich die Gäste nun weiteren Versuchen ausgesetzt, sie schnellstmöglich wieder loszuwerden. Während einer für die Cynro-Gäste inszenierten Party werden ihre Gedanken, Erinnerungen und kognitiven Fähigkeiten elektronisch manipuliert. Nur der an Bord des Raumschiffs verbliebene Navigator war dieser Manipulation nicht ausgesetzt. Auf Grundlage seiner Beobachtungen der eigenen Besatzung, die sich merkwürdig verhält, sucht er nach Beweisen für seinen Verdacht und fliegt allein mit einer Sonde zum Planeten. Die Entdeckung eines Einstiegs unter die Planetenoberfläche führt ihn schließlich in ein Bergwerk. Er beobachtet unzählige Arbeiter, die hier mit einfachen Werkzeugen ihrer Arbeit nachgehen müssen. Sein Sondenflug zum Planeten blieb nicht unbemerkt, so dass sowohl Ronk als auch das Team seines Raumschiffs nach ihm zu suchen beginnen. 
Während die Arbeiter im Bergwerk ihn zunächst erfolgreich vor einer Entdeckung schützen können, trifft er nach dem Erreichen seiner Sonde auf Ronk, der ihn einem Verhör zuführt, um die Hintergründe seiner Mission zu erfahren.
Im weiteren Handlungsverlauf ist die Besatzung uneinig, ob sie die Arbeiter im Kampf gegen ihre Unterdrücker unterstützen oder die weitere Entwicklung der Menschen und den Konflikt dem Lauf der Zeit überlassen sollen. Die Herrscher auf TEM 4 zwingen die Mannschaft jedoch zur überstürzten Abreise, indem sie den Landeplatz ihres Raumschiffs fluten. Die Kommandantin und der sterbende Navigator müssen zurückgelassen werden.
Der Film endet mit der Beerdigung des Navigators durch die Arbeiter, die zuvor das startende Raumschiff mit einem religiös anmutenden Ritual verabschieden.

## Kritiken
Friederike Haupt schrieb im Leipzig-Almanach, der Film sei recht unterhaltsam.
„Der Unterschied zwischen zwei historisch-sozialen Epochen müßte ... für den Zuschauer in der Fabelführung, vor allem aber in den Haltungen der Figuren erlebbar gemacht werden; in der Begegnung von Persönlichkeiten unterschiedlicher historischer und sozialer Ordnungen, im Aufzeigen des Widerspruchs läge der Sinn der Geschichte, läge ihre besondere Spannung. Diese Spannung herzustellen, gelingt Gottfried Kolditz jedoch [...] kaum [...]. Das Gleichnis [...] geht nicht auf.“

## Wissenswertes
- Bei der DVD-Edition ist der Hinweis, dass Im Staub der Sterne von der Künstlerischen Arbeitsgruppe futurum (defa futurum) produziert wurde, aus dem Vor- bzw. Nachspann geschnitten.
- Der Film kostete circa 4,3 Mio. Mark der DDR und wurde in den ersten dreizehn Wochen nach der Uraufführung von rund 800.000 Zuschauern besucht.[3]